# Амирханова, Шахри Хизриевна
Шахри Хизриевна Амирханова (род. 22 октября 1978 года, Москва, СССР) — российская журналистка и дизайнер, бывший главный редактор российских изданий Harper’s Bazaar и Tatler, издатель англоязычного медиа-проекта InRussia.

## Биография
Родилась 22 октября 1978 года в Москве. Внучка поэта Расула Гамзатова. Проживала с родителями в Доме на набережной.
С 13 лет работала ассистенткой Дерка Сауэра. Спустя год переехала в США, где закончила школу.
Через некоторое время вернулась в Россию и поступила на факультет иностранных языков МГУ. Работала в отделе моды журнала Cosmopolitan.
Позднее отправилась на учёбу в Лондонский колледж моды. В возрасте 21 года Сауэр пригласил её стать главным редактором Harper's Bazaar.
В сентябре 2012 года родила дочь Алису от клавишника группы Pompeya Александра Липского.
В ноябре 2016 года стала издателем англоязычного проекта InRussia, позиционирующего себя как «альтернативный гид по русскому миру».
В 2023 году уехала из России и получила гражданство Израиля, назвав его новым домом.

## Награды
- Лауреат Национальной премии общественного признания достижений женщин «Олимпия» Российской Академии бизнеса и предпринимательства[4] (2005).